# Otto Schmuck

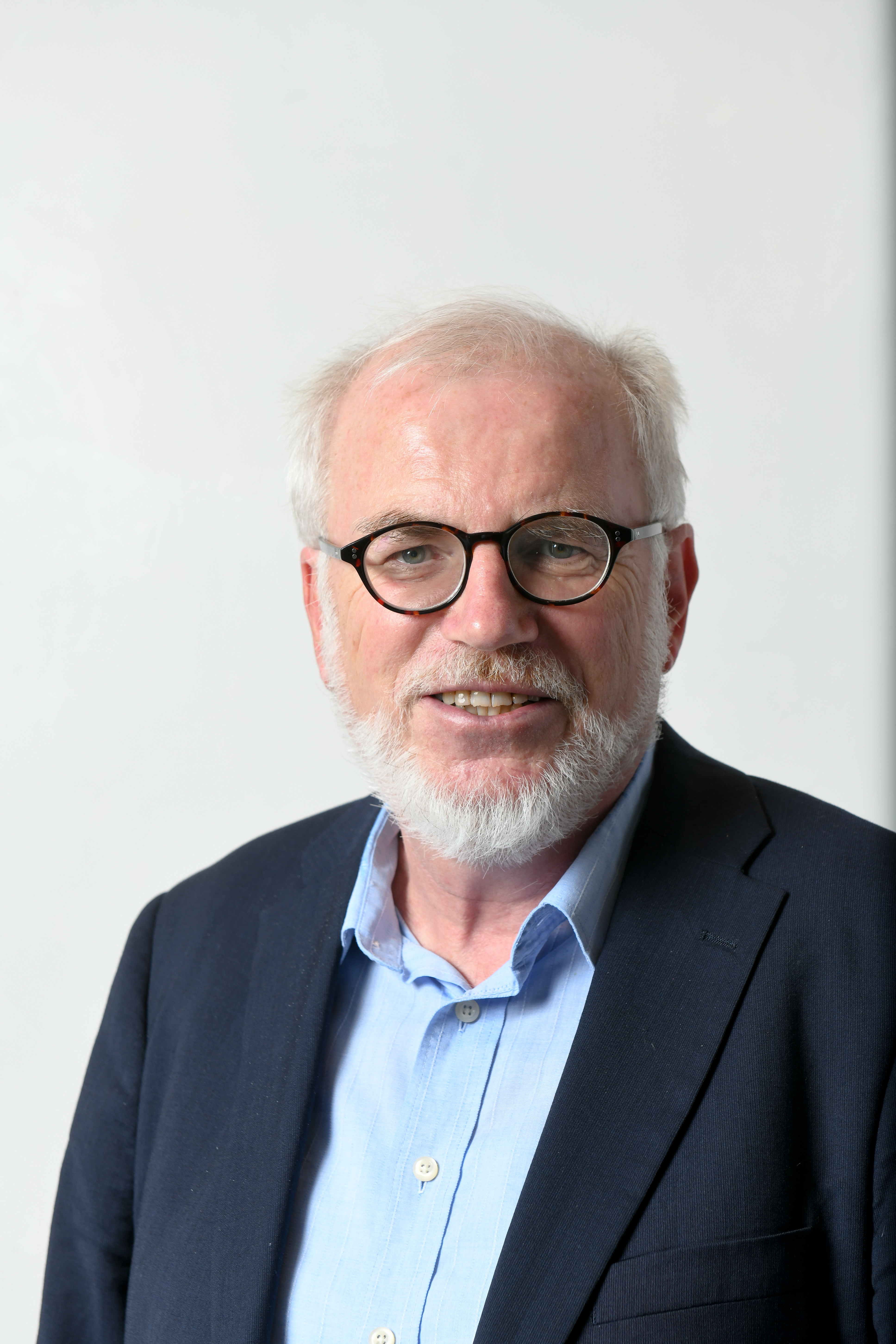
Otto Schmuck (2018)

Otto Schmuck (* 8. August 1953 in Oppenheim/Rhein) ist ein pensionierter deutscher Beamter und Autor.

## Studium und Lehre
Schmuck studierte an den Universitäten in Bonn und Mainz Politikwissenschaften, Germanistik, Pädagogik und Geschichte. Er promovierte 1988 bei Werner Weidenfeld mit der Arbeit über Das Europäische Parlament und die Entwicklungspolitik und war dann von 1981 bis 1992 Mitarbeiter am Institut für Europäische Politik in Bonn, zuletzt als stellvertretender Direktor. Er hatte Lehraufträge an der Universität Mainz (1984–1996) und von 1989 bis 1994 am Europa-Kolleg Brügge.

## Beruf
Otto Schmuck war Mitglied im Direktorium des Instituts für Europäische Politik und bis August 2014 Leiter der Europa-Abteilung der Landesvertretung Rheinland-Pfalz in Berlin. Er war Mitglied des Arbeitskreises „Europa“ der Landeszentrale für politische Bildung Rheinland-Pfalz und des Stiftungsrates des Europahauses Bad-Marienberg.

## Vereinstätigkeit
Otto Schmuck war auch Mitglied des Präsidiums der Europa-Union Deutschland und Sprecher der Arbeitsgruppe “Zukunft der EU”.

## Ehrungen und Auszeichnungen
- 2011 erhielt er in Neumarkt (Steiermark) den Mérite Européen in Silber.

## Werke
- Otto Schmuck, Günther Unser: Die Europäische Union : Aufgaben, Strukturen und Chancen, Bonn 2018, Bundeszentrale für politische Bildung, ISBN 978-3-8389-7178-0.
- Otto Schmuck (Hrsg.): Die Menschen für Europa gewinnen – für ein Europa der Bürger, in memoriam Professor Claus Schöndube, Europa-Haus Marienberg (Westerwald), Verlag Bad Marienberg : Europa-Haus Marienberg, 2008, ISBN 978-3-00-025007-1.
- Otto Schmuck, Olaf Hillenbrand, Thomas Ammer: Die Zukunft der Europäischen Union : Osterweiterung und Fortsetzung des Einigungsweges als doppelte Herausforderung, Bonn 2000, Bundeszentrale für Politische Bildung, 5. aktualisierte Auflage, ISBN 978-3-89331-373-0.
- Otto Schmuck (Hrsg.): Die Reform der Europäischen Union : Aufgaben der Regierungskonferenz 1996, Bonn 1995, Friedrich-Ebert-Stiftung.
- Otto Schmuck, Thomas Retzmann, Peter Weinbrenner, Viviane Bisenius: Streitobjekt Genfood : Rollenspiele zum Entscheidungsverfahren in der Europäischen Union am Beispiel der Novel-Food-Verordnung, Berlin 1998, Stiftung Verbraucherinstitut, ISBN 978-3-923798-71-1.
- Otto Schmuck, Maximilian Schröder: Der Weg zur Europäischen Union, Bonn 1995, 1994, 1993, Bundeszentrale für Politische Bildung.
- Otto Schmuck: EG-Rasenmäher-Richtlinie : ein Planspiel für Schule und Erwachsenenbildung, Stiftung Verbraucherinstitut, Berlin 1993, ISBN 978-3-923798-44-5.
- Otto Schmuck, Peter Becker: Die Entwicklungspolitik der EG : vom Paternalismus zur Partnerschaft, Bonn 1992, Europa-Union-Verlag, ISBN 978-3-7713-0415-7.
- Otto Schmuck, Christian Siebert: Binnenmarkt '92 : Wirtschafts- und Sozialraum, Bonn 1989, Fraktion der SPD im Deutschen Bundestag.
- Otto Schmuck: Das Europäische Parlament: vom Gesprächsforum zum Mitgestalter europäischer Politik, Institut für Europäische Politik, Landeszentrale für Politische Bildung NRW, Bonn 1989, Europa-Union-Verlag, ISBN 978-3-7713-0356-3.
- Otto Schmuck (Hrsg.): Krebsbekämpfung – eine europäische Aufgabe : eine Broschüre für die europäische Erwachsenenbildung und die Aus- und Weiterbildung in der Gesundheitspflege, Bonn 1992, Europa-Union-Verlag, ISBN 978-3-7713-0364-8.
- Otto Schmuck, Cornelia Hagemann: Reisen in der EG : ein Beitrag zum Europa der Bürger, Bonn 1991, Europa-Union-Verlag, ISBN 978-3-7713-0407-2.
- Otto Schmuck (Hrsg.): Vierzig Jahre Europarat : Renaissance in gesamteuropäischer Perspektive?, Bonn 1990, Europa-Union-Verlag, ISBN 978-3-7713-0380-8.
- Otto Schmuck, Wolfgang Wessels (Hrsg.): Das Europäische Parlament im dynamischen Integrationsprozess: auf der Suche nach einem zeitgemässen Leitbild, Institut für Europäische Politik (IEP), Trans Europ. Policy Studies Assoc. (TEPSA), Bonn 1989, Europa-Union-Verlag, ISBN 978-3-7713-0370-9.
- Otto Schmuck: Umweltpolitik: grenzüberschreitende Probleme – europäische Lösungen, Institut für Europäische Politik, Bonn 1988, Europa-Union-Verlag, ISBN 978-3-7713-0326-6.
- Otto Schmuck: Vermittler zwischen Nord und Süd : das Europäische Parlament und die Entwicklungspolitik, Bonn 1988, Europa-Union-Verlag, Dissertation, ISBN 978-3-7713-0344-0.
- Otto Schmuck, Wolfgang Wessels: Europa als Partner der Dritten Welt : d. Europ. Gemeinschaft – durch gemeinsames Handeln Probleme besser bewältigen, Bonn 1984, Inter Nationes e.V.
- Otto Schmuck, Wolfgang Wessels: Europa como socio del Tercer Mundo : la Comunidad Europea: una mejor solución de los problemas a través de la acción conjunta, Bonn 1984, Inter Nationes e.V., Deutsche Ausgabe: Schmuck, Otto: Europa als Partner der Dritten Welt, Englische Ausgabe: Schmuck, Otto: Europe as a partner of the Third World, Französische Ausgabe: Schmuck, Otto: L'Europe en tant que partenaire du tiers monde.

Viele Jahre war er Autor der Zeitschrift Europastimme und Vortragender auf Schloss Forchtenstein im Karl-Brunner-Europahaus.